# أبو منجل أبيض الوجه
أبو منجل أبيض الوجه (الاسم العلمي: Plegadis chihi) هو طائر ينتمي لجنس Plegadis والذي ينتمي إلى أسرة أبو منجل،وهذا النوع يعيش في المستنقعات والبحيرات ويعشش فوق الأشجار ،ويمتد مداه الجغرافي إلى جنوب غرب الولايات المتحدة والمكسيك وكذلك البرازيل وجنوب شرق بوليفيا وجنوب وسط الأرجنتين وعلى طول الساحل من وسط شيلي.وتهاجر في الشتاء من جنوب كاليفورنيا ولويزيانا إلى الجنوب.
- تشبه في شكلها أبو منجل المصقول في لون الريش، ولكنه أكثر ريشا من النوع الآخر والرجلين تكون أكثر إحمرارا، فيح ين يكون جلد أبو منجل أبيض الوجه تكون حمراء بينما المصقول تكون رمادية باهتة.